# Камилова, Саодат Эргашевна
Саода́т Эрга́шевна Ками́лова (узб. Saodat Ergashevna Kamilova; 12 февраля 1974, Ангрен) — узбекистанский литературовед, переводчик. Доктор филологических наук, профессор. Заведующая кафедрой русского литературоведения НУУз, автор учебников и учебных пособий по литературе для вузов, средних образовательных и средних специальных, профессиональных учебных заведений Узбекистана с русским языком обучения, член жюри российской премии Поэзия (2019—2021) и национальной литературной премии Большая книга (2022—2023).

## Биография
Камилова Саодат Эргашевна родилась 12 февраля 1974 года в городе Ангрене Ташкентской области Республики Узбекистан. В 1998 году окончила Ташкентский областной государственный педагогический институт по специальности учитель русского языка и литературы. С 1998 по 1999 год работала в школе 22 города Ангрена учителем русского языка и литературы. С 1999 по 2012 год преподавала в Ташкентском областном педагогическом институте. В 2008 году защитила кандидатскую диссертацию. В 2010 году получила ученое звание доцента.
С 2012 по 2014 год работала доцентом кафедры мировой литературы Национального университета Узбекистана имени Мирзо Улугбека. С 2014 по 2016 год училась в докторантуре НУУз. В 2016 году защитила докторскую диссертацию на тему «Развитие поэтики жанра рассказа в русской и узбекской литературе конца ХХ — начала ХХI вв». В 2021 году получила учёное звание профессора.
С 2017 года заведует кафедрой русского литературоведения Национального университета Узбекистана имени Мирзо Улугбека.
Участница Липкинского форума 2012—2013 гг., школы Молодых переводчиков стран СНГ, Международного конгресса переводчиков художественной литературы, член жюри российской премии «Поэзия» (2019—2021). Обладательница премии Союза писателей Узбекистана в номинации «Лучший переводчик художественной прозы» (2014).

## Публикации
Автор более 300 научных статей, восьми учебников и учебных пособий, монографий и книг переводов на русский язык современной узбекской прозы, поэзии и детской литературы.
- Теория литературы: Учебник для студентов высших учебных заведений, обучающихся по специальности «Филология и обучение языкам», Ташкент: «Мўмтоз сўз», 2018
- Литература: Учебник для 11 класса средних образовательных и средних специальных, профессиональных учебных заведений с русским языком обучения. Часть 2, Ташкент, 2018. В соавторстве.
- Литература: Учебник для 6 класса средних образовательных учебных заведений с русским языком обучения. Ташкент, 2022[8]. В соавторстве.
- Литературный процесс на рубеже XX—XXI веков: Современные литературоведческие концепции. Коллективная монография. Нижний Новгород: НИЦ «Открытое знание», 2021.
- Elaboración de cursos modernos de actualización de calificaciones para profesores-filólogos: de la demanda a su implementación. \\ Моделирование современных курсов повышения квалификации учителей-филологов: от запроса к реализации. Vol. 11 Núm. 3 (2021): Revista de Investigación Apuntes Universitarios. В соавторстве.
- Специфика передачи индивидуального стиля писателя при переводе художественной прозы с узбекского на русский язык. В соавторстве.
- Типологические схождения/отличия в проекции авторского" я" в современном русском и узбекском рассказе.
- Формообразовательные тенденции в современном русском и узбекском рассказе.
- Проблема жанровой типологии в современном литературоведении.
- Проблема личности в современном рассказе (на материале русских и узбекских рассказов).